# Régine
Régine Zylberberg, nota solo come Régine e anche riportata come Regina Zylberberg (Etterbeek, 26 dicembre 1929 – Parigi, 1º maggio 2022), è stata una cantante, attrice e imprenditrice belga naturalizzata francese. 
Régine fu proprietaria di oltre venti discoteche, tra cui la Chez Régine di Parigi, e viene considerata un'importante figura nello sviluppo e diffusione delle discoteche e del ballo nel mondo.

## Biografia
Nata nel 1929 a Etterbeek, Belgio, da una famiglia di ebrei ashkenaziti polacchi arrivati dall'Argentina. La famiglia emigrò a Parigi nel 1932 dopo che il padre Joseph perse la panetteria di famiglia. La madre tornò in Sudamerica, lei e il fratello Maurice trovarono rifugio durante la seconda guerra mondiale in varie città come Lione e Aix-en-Provence: fu poi battezzata secondo il rito cattolico.
Alla Liberazione, suo padre aprì un caffè parigino, La Lumière de Belleville, dove lei iniziò a lavorare. All'inizio degli anni cinquanta faceva la commessa in un negozio di Juan-les-Pins.
Dopo essere stata dal 1952 barista in un night club parigino, il Whisky à gogo (da non confondere con l'omonimo locale di Los Angeles) nel 1956 aprì una discoteca, Chez Régine, situata a Saint-Germain-des-Prés, che veniva frequentata dai cantanti più in voga del momento. La sua celebrità di impresaria nell'ambito dei nightclub le valse il soprannome di "Regina della notte".
Nel 1961 aprì New Jimmy's, locale dove si ascolatava musica americana, lanciando e introducendo il twist e il cha-cha-cha. Avendo fondato 22 club in tutto il mondo, si è guadagnata il soprannome di “Queen of the Night”, sottolineando però che “non aveva mai fumato o bevuto”.. Nel 1988 ottiene dalla città di Parigi la concessione per il ristorante Ledoyen a Parigi.
A partire dagli anni sessanta, avviò una carriera di cantante e attrice. Raggiunse il successo con numerose canzoni fra cui Les petits papiers, La Grande Zoa, Patchouli-chinchilla, Azzurro e Je survivrai.
Residente da ottobre 2021 presso la Maison des artistes, a Batignolles, Régine è morta il 1 maggio 2022 all'età di 92 anni. La notizia è stata annunciata dalla nipote, Daphné Rotcage, tramite un comunicato stampa inviato ad Agence France-Presse. È sepolta nel cimitero di Père-Lachaise.

## Vita privata
Dal 1947 al 1951 è stata sposata con Leon Rothcage, dal quale ha avuto il figlio Lionel. Nel 1969 sposò Roger Choukroun, dal quale divorziò nel 2004.

## Filmografia parziale
- Il coltello nella piaga (Le Couteau dans la plaie), regia di Anatole Litvak (1962)
- Gioco di massacro (Jeu de massacre), regia di Alain Jessua (1967)
- Noi due senza domani (Le Train), regia di Pierre Granier-Deferre (1973)
- Sherlock Holmes: soluzione settepercento (The Seven-Per-Cent Solution), regia di Herbert Ross (1976)
- Agenzia matrimoniale A (Robert et Robert), regia di Claude Lelouch (1978)
- Il commissadro (Le Ripoux), regia di Claude Zidi (1984)
- Il sosia - Che fatica essere se stessi (Grosse fatigue), regia di Michel Blanc (1994)